# هندو و سکهای افغان
هندوها و سیک‌های افغان (انگلیسی: Afghan Hindus and Sikhs) جامعه‌ای از اقلیت‌های افغانستان هستند که در ولایت‌های غزنی کابل پکتیا لغمان جلال‌آباد زندگی دارند. هندوهای افغان شامل سیک و هندو می‌باشد. اکثر هندوهای افغانستان شغل تجارت و آزاد را داشته عده قلیل کارگر کشاورزی دکانداری و غیره می‌باشد. ایشان به زبانهای پنجابی، سندی، اردو، لهندا، تیراهی، جاگاتی، سرایکی حرف می‌زنند.

## پیشینه
هندو و هندویزم در جنوب افغانستان سابقه بیشتر از ۳۰۰۰ هزار سال قبل دارد. ۶۰۰۰ قبل اولین مهاجرین که از آسیای میانه به افغانستان وسپس به هند مهاجرت نموده‌است ویدی‌ها یا مردمان دراویدی بودند. ویدی‌ها آئین ویدی سپس دین هندوئیسم بعداً دین بودیزم را بنا نمودند. شهرهای جنوب افغانستان در دوره سلطنت موری‌ها دارای مذهب هندو بودند. در زمان آشوکا پسر چاندراگوپتا مائوریا دین بودیزم جای هندویزم را در افغانستان گرفت؛ ولی تعداد هندوها در افغانستان مقیم بودند. پس از تسلط اعراب بودیزم در افغانستان نابودشد ولی هندویزم باقی ماند؛ که تا امروز تعداد از این گروه درین خاک زندگی دارند.
تاریخ نویسان هند ساحات هندوکش جنوبی را با تاریخ هند یکجا مطالعه می‌نمایند. . زیرا کوهای هندوکش یک نام خیلی قدیمی است. هرودوت یا پدر تاریخ در کتاب خود به دها بار ازنام کوه بنام هندوکش ذکر نموده‌است. کوهای مرکزی افغانستان مانع بزرگ برای هندوها بود تا به شمال سفر نمایند؛ زیرا کوهای سرد پر برف و برف کوچ با داشتن حیوانات درنده نمی‌گذاشت هندوها به شمال سفر نماید. ویدی‌ها نورستانی‌ها یونانی‌ها وغیره اقوم آسیای میانه از راه بدخشان پنجشیر کاپیسا نجراب تگاب سروبی لغمان و کنر یا از راه بدخشان نورستان داخل هند شده‌اند. اسکندر مقدونی چهار سال مجرای برای عبور از هندوکش جستجو می‌نمود تا آنکه از راه بدخشان سفر را در پیش گرفت. راه بلخ و بامیان کابل بعداً کشف شد.
کلمه هندو از رود هندس یا اندس یا رود کابل گرفته شده‌است. که به بحر هند می‌ریزد. مردمان هندس د آرای دین بودند که بنام هندو یاد می‌گردید. ریشه‌ای هندوگرایی به دوران نوسنگی و دوره‌های (۵۵۰۰ تا ۲۶۰۰ پیش از میلاد) بازمی‌گردد. مردمان باستان در سراسر جهان عقیده بنام شمنی تماس با ارواح) داشتند و هندواروپایان نیز از این قاعده جدا نبودند. شمن عقیده شاخه آریائی در هند خود را به صورت عقیدات عقیده) تانترا که جنبه عملی دارد) نشان داد و تانتراها از سرچشمه‌های آیین هندوئیسم به‌شمار می‌آیند. این عقیده‌های ابتدائی بعدها در میان آریایان اشکال نوین‌تری به خود گرفته و سنتی را پدیدآوردند که سنت وِدایی نامیده می‌شود و این سنت در نوشته‌هایی به نام وداها تبلور یافته‌است. و داها همچنین در شکل‌گیری ۳ دین بزرگ به پا خواسته از فرهنگ هند آئین، هندو آئین بودا و آئین جین نقشی اساسی دارند.
وداها در (वेद) سانسکریت دانش، کهن‌ترین کتاب‌های آریائی و قدیمی‌ترین نوشته به زبان هند و اروپایی است که تاریخ نگارش آنها را در دوره‌ای بین سالهای ۱۷۵۰ و ۶۰۰ قبل از میلاد می‌دانند. کتاب ودا از چهار کتاب ریگودا یا نیایش‌ها، یجورودا یا کتاب نیایش‌کنندگان، سامه ودا یا کتاب سرودها و آتارودا تشکیل شده‌است. که ریگودا آن در افغانستان سروده شده‌است. دقیقاً حدود ۴۰۰۰ سال قبل از امروز مردمان که در کنار رود اندس زندگی داشتند مذهب بنام هندو داشتند که جنوب افغانستان جز این مردمان بودند.. این مردمان پس از اینکه سیلابها و اهمیت آب را دانستند در جستجو منشع این آب شدند. هندوها دریافتند که کابل منشع رود اندس است. آنها کابل را بنام جنت،  خوشبو و بلندی یاد می‌نمودند. به همین ترتیب آب وهوایی کابل طراوت و زیبای طبیعت کابل، شاهان هندو را مجذوب خود ساخت. آنها در مسیر رود کابل بناهای مذهبی را اعمار نمودند. در دوره اشوکا در کابل معبد بود که بنام آسماعی یاد می‌گردید. اهمیت آسماعی تا آنجا رسید که شاهان هند در پای بت آسماعی سر خم می‌نمودند. تا زمانیکه یک پادشاه هندو به این معبد سرخم نمی‌نمود پادشاهی آن رسمیت حاصل نمی‌نمود. در جنوب افغانستان ناگاراهارا و و گندارا(۵۵۰ ق م – ۱۰۰۵ بعداز م) ادیان هندو بودائی الی سلطنت محمود غزنوی طور مستقل وجود داشت.
پس از حملات مسلمانان (۶۵۵م- ۹۷۱م) طی مدت ۳۱۶ سال تعداد زیادی از مردمان هندو و ترک‌زبان به تدریج به اسلام رو آوردند در زمان غزنویان بودیسم از کابل محو شد ولی عده به آئین هندویزم باقی ماندند که تا امروز در افغانستان بنام اقلیت زندگی به‌سر می‌برند. در جنوب افغانستان علاوه بر هندوها بقایای هخامنشیان ساسانیان یفتلی‌ها کوشانیان ترکان مغلیان بابریان تیموریان و آریائی‌ها مانند پشتون تاجیک پشه ای نورستانی وغیره بنوبه خود مسکن گزین شدند. که همه مهاجرین آسیائی مرکزی می‌باشند. در زمان سلطنت محمد داود خان تعداد نفوس هندو و سکها به یکصد هزار می‌رسید پس از شروع جنگها تعداد اینها بخارج رفته حدود ۳۰۰۰۰ آن در شهر کابل جلال‌آباد پکتیا چاریکار زندگی داشتند. کنون حدود ۷۰۰ فامیل که شمار مجموعی شان به ۴۰۰۰ تن می‌رسد باقی‌مانده‌است؛ که اینها در تحت فشار مسلمانان زندگی بدی را سپری می‌نمایند. قبلاً دو نماینده در پارلمان افغانستان داشتند. کنون نماینده در پارلمان ندارند.

## مراکز مقدس
بر اساس آماری که آشور داس نویسنده کتاب «ما باشندگان دیرینه این سرزمین» از مراکز مقدس هندوها و سیکها گرد آورده‌است قرار ذیل اند.
- در کابل ۱۵ معبد و درمسال
- در قندهار ۱۸ واحد
- در ننگرهار، لوگر و لغمان ۱۰ واحد
- در جلال‌آباد ۱ واحد
- در غزنی ۴ واحد وجود دارد. اودر بامیان نیز از بوداهای این شهر به عنوان مرجع عبادت یاد می‌کند. هندوها پس از ورود اعراب در حالت انزوا و لا قانونیت زندگی به‌سر می‌بردند بعد از گذشت سال‌های سال، امیر عبدالرحمان خان در سال ۱۹۰۰ برای هندوها اجازه اعمار مجدد معبد را در دامن کوه آسمائی صادر کرد، که قبالهٔ آن به نام شادروان جناب «دونی چند» یک تن از موسفیدان هندوهای کابل ترتیب و ثبت دفتر بلدیه گردید. این امر باعث شد که لحاظ حقوقی، معابد هندوان و سکههای افغان شخصیت حقوقی نه بلکه به صفت دارایی شخصی هویت یابند. معابد هندوان از روی تعصب مذهبی، دارای حقوق مساوی و همسنگ با مساجد و تکیه خانه‌های شریف نمی‌باشد. و از امتیازات مساوی در رابطه با محصول برق، آب آشامیدنی و محصول صفایی برخوردار نیستند. معبد آسمایی و شیوکی از معابد خیلی تاریخی هندوان افغانستان می‌باشد.

## آئین و فرقه‌های هندوهای افغانستان
آئین هندو، از حیث قدمت، کهن‌ترین مذهب زنده جهان است و اکنون بالغ بر پانصد میلیون تن پیرو دارد. این آیین شارع و پیامبر ویژه ای ندارد و اساساً دین بومی و ارثی است و تاریخ آن مانند پیروانش در طول زمان و اعصار، دستخوش انقلاب و دگرگونی شده‌است. آیین هندو به سه فرقه اساسی مانند شیوائیسم (زیر فرقه‌های بنام لینگا و و شکنی) آئین دوم ویشنویسم سوم شکتیزم می‌باشد.
آئین هندوگرایی از قرن‌ها پیش تا ورود اسلام در افغانستان وجود داشته‌است. آیین هندو در افغانستان بر می‌گردد به عصر ودیک بین سالهای ۱۷۵۰ و ۶۰۰ قبل از میلاد، در آن زمان افغانستان دارای فرهنگ مشترک با هند بود. در سال ۳۰۵ قبل از میلاد در زمان سلطنت موریان قسمت اعظم باشنده جنوب هندوکش به بودیسم رو آوردند. ولی معابد هندویسم پا بر جا بود. که بعضی از آنها تا به حال باقی مانده‌است.

## نژاد و ملیت هندو و سیک‌های افغانستان
هندو و سیکهای افغانستان از نژاد ویدی و آریائی از ملیتهای پنجابی و سندی می‌باشند. در حقیقت از نژاد مردمان Mohyals, Khatris and Aroras مردمان اطراف دریای سند یا اندس می‌باشند. که بنام بقایای مردمان گندهارا نیز یاد می‌شوند.
.
سیکهـ
کلمه سیکهـ یا سکرا معنی آموختن را می‌دهد. سیکهـ به پنجابی (ਸਿੱਖੀ) به معنی شاگرد یاد می‌گردد. سیک دینی یکتاپرستی است که در سده پانزدهم میلادی توسط گرو ناناک (۱۴۶۹–۱۵۳۸), یا بابه نانک در ایالت پنجاب از شبه قارّهٔ هند بنیان‌گذاری شد و سپس توسط گرو ارجن رهبر پنجم گسترش داده شد. این آیین با بیش از ۳۰ میلیون پیرو، پنجمین دین سازمان‌یافته جهان است.
اصلی‌ترین آموزه آیین سیک، یکتاپرستی است. این آیین، زندگی‌های روحی و مادی را به یکدیگر متصل می‌داند. گرو نانک پس از اینکه به کشورهای اسلامی و مکّه معظمه سفر نمود در جستجوی دینی شد که اختلافات بین مسلمانان و هندو را ازبین برد. و همچنین مردم را برای مبارزه در برابر ظلم آماده نماید. نام این دین را سیک گذاشت. در ایامی که بابه نانک حیات داشت اورنگ زیب پادشاه هند ظلم شدیدی را بالای هندوها می‌نمود. بابه نانک افراد که به مذهب سیک رو می‌آوردند محافظ هندو خواند. این محافظین باید چهره شیر را بخود بگیرند؛ یعنی موی و ریش و لنگی داشته باشند. مقرراتی برای معتقدین مذهب سیک بر قرار ساخت که همه مشابه به دین اسلام بود. از این رو هندوها در میان مردم پشتون براحتی زندگی می‌نمایند. شهر جلال‌آباد و پکتیا امن‌ترین شهر برای هندوهای افغانستان است.
.

## عبادت سیک‌ها
سیکها روزانه دو وقت عبادت می‌کنند. یکی ۳ بجه شب برمی‌خیزند غسل می‌کنند و سخمنی را برای یک ساعت می‌خوانند پس از آن دعا می‌نمایند . . و دیگر شام کیرتن می‌خوانند که مشابه نات می‌باشند. سیک و هندو کلمه (ام) را که آمین معنی می‌دهد در دعاخوانی استعمال می‌نمایند. در سیکها کتابی مقدس بنام گرو گرند صاحب است. در هندوها کتاب مقدس بنام گیتا جی می‌باشد. گرو نانک ذکر نموده‌است که سیکهـ پنج جنس را که حرف اول آن با حرف ک باشد با خود داشته باشند. ماننده کره، کارد، کچه (نیکر) , کیس (موی) , کنگر (شانه) می‌باشد.
.

## سینگ
سینگ / sɪŋ / عنوان، نام میانی یا نام خانوادگی، که در هند سرچشمه گرفته‌است. کلمه سنگ مشتق شده‌است از کلمه سانسکریت که شیر معنی می‌دهد. یا القاب است که برای شیر مورد استفاده قرار می‌گرفت. در آئین سیک، سینگ در اصل عنوانست که توسط رزمندگان در هند مورد استفاده قرار می‌گرفت. اما بعدها گورو گوبند سینگ کلمه سینگ را برای تمام مردان تعمید اجباری به تصویب رسانید. ضروری است که سیکها این کلمه را به عنوان نام خانوادگی یا یک نام میانی مورد استفاده قرار دهند .، در حال حاضر در سراسر شبه قاره هند و در میان اسمای سیکها کلمه سنگ وجود دارد.

## کمهای کشور هند بخاطر هندوهای افغانستان
هند اغلب به عنوان یک قدرت نرم در افغانستان توصیف می‌شود. هندوستان با انجام یک برنامه کمک ۲٫۳ میلیارد دلاری، یکی از بزرگترین اهداکنندگان منابع مالی به افغانستان، سرمایه‌گذاری در اقتصاد، کمک‌های بشردوستانه، آموزش، توسعه، ساخت و ساز و برق است. با توجه به سیاست خارجی در بین افغان‌ها، درک مثبت از نقش هند در تلاش‌های بازسازی در افغانستان وجود دارد. هند در ترمیم و توسعه شاهراها و ساختن بندهای آب کمک بی شایبه نموده‌است.

## مشغولیت
سیکها و و هندو در قندهار غزنین خوست آرگون کابل و جلال‌آباد در شهرها قرا و قصبات مقیم بوده، وبه دکانداری و بعضی به نویسندگی در دوایر دولتی و مأموریت‌های اطراف، دیوان شهرها وبرخی به تجارت و صرافی، زمینداری و دلالی معملات تجارتی زرگری و تحصیل لوازم معاشیه و امرار حیات می‌کنند و برخلاف سایر اهل هنود، هندو و سیک افغانی در معاملات داد و ستد . . . راست کار ودر اخلاق ملایم و متواضع ونیک رفتار و کردار اند.
.

## مشکلات اجتماعی هندو و سیک با مسلمانان غیر روشنفکر در افغانستان
مردم افغانستان سیک را لالا ویا ماما خطاب می‌کنند. این بدو دلیل دلیل است یکی که بابه نانک به ادای حج رفت دوم از زمان رنجیت سنگه که کاکه سیکها بود و فتوحات بنام سیکها نمود الی بندر اتک و کشمیر پیش روی نمود از آن به بعد سیکها لالا و سردار نام نهاده اشد.
همانطوری که افغانها مسلمان هستند ولی عرب نیستند. هندوها افغانی بوده نیز هندو هستند وهم هندوستانی نیستند. طی سالهای متمادی در میان هندوها افغانی نابغه نبوده‌است که مشکلات ازدواج هندو سیک را با مسلمانان افغانی در میان گذاشته حل نماید. بدبختانه در طی سالها پس از اسلام هندو با مسلمان افغانی و مسلمان با هندو افغانی ازدواج نکرده‌است که این عمل یکی از اشتباهات بزرگ هندو و سیک افغانی است. طی همین سالها هندو و سیکهای افغانی همیشه خویش را در انزوا و بیگانه قرار داده‌است در حالیکه افغانستان وطن اصلی شان می‌باشد. پس از تجاوز اعراب هندوها خویش را در انزوا قرار دادند. کنون هندوها بعد از مرگ، به مشکلات مواجه می‌باشند. زمینی که هندوها و سیک‌ها برای سوزاندن جسدهای مرده‌های شان استفاده می‌کردند، توسط مردم محل در کابل غصب شده‌است. این غاصبین به‌شکل حیوانی با هندوهای بی دفاع رفتار می‌نمایند. در حالیکه این وحشی‌ها هیچگونه حق اولیت زندگی کردن را در کابل ندارند. ادراویل سینگ، رئیس شورای هندو باوران افغانستان در رابطه به مشکلات در مراسم هندوسوزان گفت یکی از آنها در ولایت سمنگان وفات کرده بود و جسد او را برای مراسم هندوسوزان به منطقه قلاچه کابل بردند. به گفته او، در روز سوم وقتی رفتند که استخوان‌هایش را جمع کنند، دیدند که مردم "۱۷۰" خشت بر آن پرتاب کرده بودند.
نوکران پاکستان و سعودی کرسی هندوان را در پارلمان حذف کردند تا هندوهای افغانستان پا به فرار نموده افغانستان از حمایت هند خارج گردد.
نمایندگان هندوها و سیک‌های افغانستان می‌گویند با مشکلات فراوانی در این کشور رو به رو هستند و در صورتی که یک کرسی برای آن‌ها در ولسی جرگه در نظر گرفته می‌شد، حداقل صدای آن‌ها به گوش مقام‌های دولتی و جامعه جهانی می‌رسید.